# Tour de Suisse 2017
81. edycja wyścigu kolarskiego Tour de Suisse odbyła się od 10 czerwca do 18 czerwca 2017 roku. Trasa tego wieloetapowego wyścigu liczyła dziewięć etapów, o łącznym dystansie 1 166,3 km. Wyścig zaliczany był do rankingu światowego UCI World Tour 2017.

## Uczestnicy
Na starcie wyścigu stanęły 22 ekipy. Wśród nich wszystkie osiemnaście ekip UCI World Tour 2017 oraz cztery inne zaproszone przez organizatorów.
Lista drużyn uczestniczących w wyścigu:
| Numery  | Kod | Drużyna              |
| ------- | --- | -------------------- |
| 1-8     | AST | Astana Pro Team      |
| 11-18   | BMC | BMC Racing Team      |
| 21-28   | ALM | Ag2r-La Mondiale     |
| 31-38   | BOH | Bora-Hansgrohe       |
| 41-48   | CDT | Cannondale-Drapac    |
| 51-58   | DDD | Dimension Data       |
| 61-68   | FDJ | FDJ                  |
| 71-78   | KAT | Team Katusha-Alpecin |
| 81-88   | LTS | Lotto Soudal         |
| 91-98   | MOV | Movistar Team        |
| 101-108 | ORS | Orica-Scott          |

| Numery  | Kod | Drużyna                     |
| ------- | --- | --------------------------- |
| 111-118 | QST | Quick-Step Floors           |
| 121-128 | SKY | Team Sky                    |
| 131-138 | SUN | Team Sunweb                 |
| 141-148 | TBM | Bahrain-Merida              |
| 151-158 | TFS | Trek-Segafredo              |
| 161-168 | TLJ | Team LottoNL-Jumbo          |
| 171-178 | UAD | UAE Team Emirates           |
| 181-188 | ABS | Aqua Blue Sport             |
| 191-198 | CCC | CCC Sprandi Polkowice       |
| 201-208 | DEN | Direct Énergie              |
| 211-218 | RNL | Roompot-Nederlandse Loterij |

## Etapy
| Etap | Data       | Start – Meta              | km    | Typ         | Zwycięzca etapu    | Lider              |
| ---- | ---------- | ------------------------- | ----- | ----------- | ------------------ | ------------------ |
| 1    | 10 czerwca | Cham                      | 6     | ITT         | Rohan Dennis       | Rohan Dennis       |
| 2.   | 11 czerwca | Cham – Cham               | 172,7 | Pagórkowaty | Philippe Gilbert   | Philippe Gilbert   |
| 3.   | 12 czerwca | Menziken – Berno          | 159,3 | Pagórkowaty | Michael Matthews   | Michael Matthews   |
| 4.   | 13 czerwca | Berno – Villars-sur-Ollon | 150,2 | Górski      | Larry Warbasse     | Damiano Caruso     |
| 5.   | 14 czerwca | Bex – Cevio               | 222   | Płaski      | Peter Sagan        | Damiano Caruso     |
| 6.   | 15 czerwca | Locarno – La Punt         | 166,7 | Górski      | Domenico Pozzovivo | Domenico Pozzovivo |
| 7.   | 16 czerwca | Zernez – Sölden           | 160,8 | Górski      | Simon Špilak       | Simon Špilak       |
| 8.   | 17 czerwca | Szafuza - Szafuza         | 100   | Pagórkowaty | Peter Sagan        | Simon Špilak       |
| 9.   | 18 czerwca | Szafuza                   | 28,6  | ITT         | Rohan Dennis       | Simon Špilak       |

### Etap 1 – 10.06: Cham, 6 km
| #    | Zawodnik          | Zespół | Czas     |
| ---- | ----------------- | ------ | -------- |
| 1.   | Rohan Dennis      | BMC    | 6' 24"   |
| 2.   | Stefan Küng       | BMC    | + 8"     |
| 3.   | Matthias Brändle  | TFS    | + 9"     |
|      |                   |        |          |
| 18.  | Maciej Bodnar     | BOH    | + 17"    |
| 35.  | Adrian Kurek      | CCC    | + 25"    |
| 42.  | Tomasz Marczyński | LTS    | + 26"    |
| 166. | Jakub Kaczmarek   | CCC    | + 54"    |
| 171. | Leszek Pluciński  | CCC    | + 1' 01" |

| #    | Zawodnik          | Zespół | Czas     |
| ---- | ----------------- | ------ | -------- |
| 1.   | Rohan Dennis      | BMC    | 6' 24"   |
| 2.   | Stefan Küng       | BMC    | + 8"     |
| 3.   | Matthias Brändle  | TFS    | + 9"     |
|      |                   |        |          |
| 18.  | Maciej Bodnar     | BOH    | + 17"    |
| 35.  | Adrian Kurek      | CCC    | + 25"    |
| 42.  | Tomasz Marczyński | LTS    | + 26"    |
| 166. | Jakub Kaczmarek   | CCC    | + 54"    |
| 171. | Leszek Pluciński  | CCC    | + 1' 01" |

### Etap 2 – 11.06: Cham – Cham, 172,7 km
| #    | Zawodnik          | Zespół | Czas       |
| ---- | ----------------- | ------ | ---------- |
| 1.   | Philippe Gilbert  | QST    | 4h 22' 36" |
| 2.   | Patrick Bevin     | CDT    | + 0"       |
| 3.   | Anthony Roux      | FDJ    | + 0"       |
|      |                   |        |            |
| 60.  | Tomasz Marczyński | LTS    | + 3' 30"   |
| 94.  | Jakub Kaczmarek   | CCC    | + 9' 53"   |
| 108. | Maciej Bodnar     | BOH    | + 9' 53"   |
| 127. | Leszek Pluciński  | CCC    | + 9' 53"   |
| 139. | Adrian Kurek      | CCC    | + 10' 37"  |

| #    | Zawodnik          | Zespół | Czas       |
| ---- | ----------------- | ------ | ---------- |
| 1.   | Stefan Küng       | BMC    | 4h 29' 08" |
| 2.   | Michael Matthews  | SUN    | + 1"       |
| 3.   | Tom Dumoulin      | SUN    | + 1"       |
|      |                   |        |            |
| 62.  | Tomasz Marczyński | LTS    | + 3' 48"   |
| 85.  | Maciej Bodnar     | BOH    | + 10' 02"  |
| 131. | Jakub Kaczmarek   | CCC    | + 10' 39"  |
| 134. | Leszek Pluciński  | CCC    | + 10' 46"  |
| 137. | Adrian Kurek      | CCC    | + 10' 54"  |

### Etap 3 – 12.06: Menziken – Berno, 159,3 km
| #    | Zawodnik          | Zespół | Czas       |
| ---- | ----------------- | ------ | ---------- |
| 1.   | Michael Matthews  | SUN    | 3h 49' 48" |
| 2.   | Peter Sagan       | BOH    | + 0"       |
| 3.   | John Degenkolb    | TFS    | + 0"       |
|      |                   |        |            |
| 60.  | Jakub Kaczmarek   | CCC    | + 38"      |
| 66.  | Adrian Kurek      | CCC    | + 38"      |
| 91.  | Tomasz Marczyński | LTS    | + 1' 14"   |
| 94.  | Maciej Bodnar     | BOH    | + 1' 14"   |
| 139. | Leszek Pluciński  | CCC    | + 3' 42"   |

| #    | Zawodnik          | Zespół | Czas       |
| ---- | ----------------- | ------ | ---------- |
| 1.   | Michael Matthews  | SUN    | 8h 18' 47" |
| 2.   | Tom Dumoulin      | SUN    | + 10"      |
| 3.   | Peter Sagan       | BOH    | + 11"      |
|      |                   |        |            |
| 60.  | Tomasz Marczyński | LTS    | + 5' 11"   |
| 87.  | Maciej Bodnar     | BOH    | + 11' 25"  |
| 88.  | Jakub Kaczmarek   | CCC    | + 11' 26"  |
| 94.  | Adrian Kurek      | CCC    | + 11' 46"  |
| 134. | Leszek Pluciński  | CCC    | + 14' 37"  |

### Etap 4 – 13.06: Berno – Villars-sur-Ollon, 150,2 km
| #    | Zawodnik          | Zespół | Czas       |
| ---- | ----------------- | ------ | ---------- |
| 1.   | Larry Warbasse    | ABS    | 3h 48' 55" |
| 2.   | Damiano Caruso    | BMC    | + 40"      |
| 3.   | Steven Kruijswijk | TLJ    | + 40"      |
|      |                   |        |            |
| 53.  | Tomasz Marczyński | LTS    | + 8' 30"   |
| 110. | Leszek Pluciński  | CCC    | + 16' 21"  |
| 118. | Maciej Bodnar     | BOH    | + 16' 21"  |
| 128. | Adrian Kurek      | CCC    | + 19' 17"  |
| 140. | Jakub Kaczmarek   | CCC    | + 21' 39"  |

| #    | Zawodnik           | Zespół | Czas        |
| ---- | ------------------ | ------ | ----------- |
| 1.   | Damiano Caruso     | BMC    | 12h 08' 35" |
| 2.   | Steven Kruijswijk  | TLJ    | + 15"       |
| 3.   | Domenico Pozzovivo | ALM    | + 24"       |
|      |                    |        |             |
| 44.  | Tomasz Marczyński  | LTS    | + 12' 48"   |
| 105. | Maciej Bodnar      | BOH    | + 26' 53"   |
| 116. | Leszek Pluciński   | CCC    | + 30' 05"   |
| 118. | Adrian Kurek       | CCC    | + 30' 10"   |
| 130. | Jakub Kaczmarek    | CCC    | + 32' 12"   |

### Etap 5 – 14.06: Bex – Cevio, 222 km
| #    | Zawodnik          | Zespół | Czas       |
| ---- | ----------------- | ------ | ---------- |
| 1.   | Peter Sagan       | BOH    | 5h 15' 50" |
| 2.   | Michael Albasini  | ORS    | + 0"       |
| 3.   | Matteo Trentin    | QST    | + 0"       |
|      |                   |        |            |
| 78.  | Maciej Bodnar     | BOH    | + 19"      |
| 94.  | Tomasz Marczyński | LTS    | + 19"      |
| 130. | Leszek Pluciński  | CCC    | + 9' 46"   |
| 132. | Jakub Kaczmarek   | CCC    | + 9' 46"   |
| 133. | Adrian Kurek      | CCC    | + 9' 46"   |

| #    | Zawodnik           | Zespół | Czas        |
| ---- | ------------------ | ------ | ----------- |
| 1.   | Damiano Caruso     | BMC    | 17h 24' 24" |
| 2.   | Steven Kruijswijk  | TLJ    | + 16"       |
| 3.   | Domenico Pozzovivo | ALM    | + 25"       |
|      |                    |        |             |
| 40.  | Tomasz Marczyński  | LTS    | + 13' 08"   |
| 91.  | Maciej Bodnar      | BOH    | + 27' 13"   |
| 128. | Leszek Pluciński   | CCC    | + 39' 52"   |
| 129. | Adrian Kurek       | CCC    | + 39' 57"   |
| 134. | Jakub Kaczmarek    | CCC    | + 41' 59"   |

### Etap 6 – 15.06: Locarno – La Punt, 166,7 km
| #    | Zawodnik           | Zespół | Czas       |
| ---- | ------------------ | ------ | ---------- |
| 1.   | Domenico Pozzovivo | ALM    | 4h 38' 49" |
| 2.   | Rui Costa          | UAE    | + 4"       |
| 3.   | Jon Izagirre       | TBM    | + 4"       |
|      |                    |        |            |
| 52.  | Tomasz Marczyński  | LTS    | + 13' 19"  |
| 65.  | Jakub Kaczmarek    | CCC    | + 17' 41"  |
| 122. | Leszek Pluciński   | CCC    | + 35' 35"  |
| 137. | Adrian Kurek       | CCC    | + 35' 45"  |
| 147. | Maciej Bodnar      | BOH    | + 36' 15"  |

| #    | Zawodnik           | Zespół | Czas         |
| ---- | ------------------ | ------ | ------------ |
| 1.   | Domenico Pozzovivo | ALM    | 22h 03' 28"  |
| 2.   | Damiano Caruso     | BMC    | + 0"         |
| 3.   | Steven Kruijswijk  | TLJ    | + 13"        |
|      |                    |        |              |
| 42.  | Tomasz Marczyński  | LTS    | + 26' 12"    |
| 90.  | Jakub Kaczmarek    | CCC    | + 59' 25"    |
| 99.  | Maciej Bodnar      | BOH    | + 1h 03' 13" |
| 126. | Leszek Pluciński   | CCC    | + 1h 15' 12" |
| 128. | Adrian Kurek       | CCC    | + 1h 15' 27" |

### Etap 7 – 16.06: Zernez – Sölden, 160,8 km
| #    | Zawodnik          | Zespół | Czas       |
| ---- | ----------------- | ------ | ---------- |
| 1.   | Simon Špilak      | KAT    | 3h 58' 36" |
| 2.   | Jon Izagirre      | TBM    | + 22"      |
| 3.   | Joe Dombrowski    | CDT    | + 36"      |
|      |                   |        |            |
| 80.  | Tomasz Marczyński | LTS    | + 20' 28"  |
| 129. | Maciej Bodnar     | BOH    | + 26' 59"  |
| 137. | Jakub Kaczmarek   | CCC    | + 27' 35"  |
| 138. | Leszek Pluciński  | CCC    | + 27' 35"  |
| 139. | Adrian Kurek      | CCC    | + 28' 15"  |

| #    | Zawodnik          | Zespół | Czas         |
| ---- | ----------------- | ------ | ------------ |
| 1.   | Simon Špilak      | KAT    | 26h 02' 16"  |
| 2.   | Damiano Caruso    | BMC    | + 52"        |
| 3.   | Steven Kruijswijk | TLJ    | + 1' 05"     |
|      |                   |        |              |
| 46.  | Tomasz Marczyński | LTS    | + 46' 28"    |
| 102. | Jakub Kaczmarek   | CCC    | + 1h 26' 48" |
| 107. | Maciej Bodnar     | BOH    | + 1h 30' 00" |
| 126. | Leszek Pluciński  | CCC    | + 1h 42' 35" |
| 129. | Adrian Kurek      | CCC    | + 1h 43' 30" |

### Etap 8 – 17.06: Szafuza - Szafuza, 100 km
| #    | Zawodnik          | Zespół | Czas       |
| ---- | ----------------- | ------ | ---------- |
| 1.   | Peter Sagan       | BOH    | 1h 57' 34" |
| 2.   | Sacha Modolo      | UAE    | + 0"       |
| 3.   | Matteo Trentin    | QST    | + 0"       |
|      |                   |        |            |
| 40.  | Maciej Bodnar     | BOH    | + 0"       |
| 51.  | Jakub Kaczmarek   | CCC    | + 0"       |
| 64.  | Tomasz Marczyński | LTS    | + 0"       |
| 67.  | Adrian Kurek      | CCC    | + 0"       |
| 124. | Leszek Pluciński  | CCC    | + 0"       |

| #    | Zawodnik          | Zespół | Czas         |
| ---- | ----------------- | ------ | ------------ |
| 1.   | Simon Špilak      | KAT    | 27h 59' 50"  |
| 2.   | Damiano Caruso    | BMC    | + 52"        |
| 3.   | Steven Kruijswijk | TLJ    | + 1' 05"     |
|      |                   |        |              |
| 46.  | Tomasz Marczyński | LTS    | + 46' 28"    |
| 100. | Jakub Kaczmarek   | CCC    | + 1h 26' 48" |
| 105. | Maciej Bodnar     | BOH    | + 1h 29' 59" |
| 124. | Leszek Pluciński  | CCC    | + 1h 42' 35" |
| 127. | Adrian Kurek      | CCC    | + 1h 43' 30" |

### Etap 9 – 18.06: Szafuza, 28,6 km
| #    | Zawodnik          | Zespół | Czas     |
| ---- | ----------------- | ------ | -------- |
| 1.   | Rohan Dennis      | BMC    | 36' 31"  |
| 2.   | Stefan Küng       | BMC    | + 29"    |
| 3.   | Damiano Caruso    | BMC    | + 47"    |
|      |                   |        |          |
| 52.  | Adrian Kurek      | CCC    | + 2' 58" |
| 78.  | Tomasz Marczyński | LTS    | + 3' 39" |
| 125. | Maciej Bodnar     | BOH    | + 5' 31" |
| 128. | Leszek Pluciński  | CCC    | + 5' 39" |
| 137. | Jakub Kaczmarek   | CCC    | + 7' 04" |

| #    | Zawodnik          | Zespół | Czas         |
| ---- | ----------------- | ------ | ------------ |
| 1.   | Simon Špilak      | KAT    | 28h 37' 11"  |
| 2.   | Damiano Caruso    | BMC    | + 48"        |
| 3.   | Steven Kruijswijk | TLJ    | + 1' 08"     |
|      |                   |        |              |
| 47.  | Tomasz Marczyński | LTS    | + 49' 16"    |
| 101. | Jakub Kaczmarek   | CCC    | + 1h 33' 01" |
| 104. | Maciej Bodnar     | BOH    | + 1h 34' 39" |
| 120. | Adrian Kurek      | CCC    | + 1h 45' 37" |
| 122. | Leszek Pluciński  | CCC    | + 1h 47' 23" |

## Liderzy klasyfikacji po etapach
| Etap                 | Zwycięzca            | Klasyfikacja generalna | Klasyfikacja górska | Klasyfikacja punktowa | Klasyfikacja drużynowa · |
| -------------------- | -------------------- | ---------------------- | ------------------- | --------------------- | ------------------------ |
| 1                    | Rohan Dennis         | Rohan Dennis           | –                   | Rohan Dennis          | BMC Racing Team          |
| 2                    | Philippe Gilbert     | Stefan Küng            | Lasse Norman Hansen | Nicolas Dougall       | BMC Racing Team          |
| 3                    | Michael Matthews     | Michael Matthews       | Lasse Norman Hansen | Michael Matthews      | Team Sunweb              |
| 4                    | Larry Warbasse       | Damiano Caruso         | Lasse Norman Hansen | Michael Matthews      | Ag2r-La Mondiale         |
| 5                    | Peter Sagan          | Damiano Caruso         | Lasse Norman Hansen | Peter Sagan           | Ag2r-La Mondiale         |
| 6                    | Domenico Pozzovivo   | Domenico Pozzovivo     | Lasse Norman Hansen | Peter Sagan           | Ag2r-La Mondiale         |
| 7                    | Simon Špilak         | Simon Špilak           | Lasse Norman Hansen | Peter Sagan           | Ag2r-La Mondiale         |
| 8                    | Peter Sagan          | Simon Špilak           | Lasse Norman Hansen | Peter Sagan           | Ag2r-La Mondiale         |
| 9                    | Rohan Dennis         | Simon Špilak           | Lasse Norman Hansen | Peter Sagan           | Ag2r-La Mondiale         |
| Klasyfikacja końcowa | Klasyfikacja końcowa | Simon Špilak           | Lasse Norman Hansen | Peter Sagan           | Ag2r-La Mondiale         |

## Klasyfikacje końcowe

### Klasyfikacja generalna
| M-ce | Zawodnik           | Zespół                | Czas         |
| ---- | ------------------ | --------------------- | ------------ |
| 1.   | Simon Špilak       | Team Katusha-Alpecin  | 28h 37' 11"  |
| 2.   | Damiano Caruso     | BMC Racing Team       | + 48"        |
| 3.   | Steven Kruijswijk  | Team LottoNL-Jumbo    | + 1' 08"     |
| 4.   | Domenico Pozzovivo | Ag2r-La Mondiale      | + 2' 37"     |
| 5.   | Rui Costa          | UAE Team Emirates     | + 3' 09"     |
| 6.   | Jon Izagirre       | Bahrain-Merida        | + 3' 51"     |
| 7.   | Mathias Frank      | Ag2r-La Mondiale      | + 4' 00"     |
| 8.   | Marc Soler         | Movistar Team         | + 4' 14"     |
| 9.   | Mikel Nieve        | Team Sky              | + 4' 47"     |
| 10.  | Pello Bilbao       | Astana Pro Team       | + 5' 30"     |
|      |                    |                       |              |
| 47.  | Tomasz Marczyński  | Lotto Soudal          | + 49' 16"    |
| 101. | Jakub Kaczmarek    | CCC Sprandi Polkowice | + 1h 33' 01" |
| 104. | Maciej Bodnar      | Bora-Hansgrohe        | + 1h 34' 39" |
| 120. | Adrian Kurek       | CCC Sprandi Polkowice | + 1h 45' 37" |
| 122. | Leszek Pluciński   | CCC Sprandi Polkowice | + 1h 47' 23" |

| M-ce | Zawodnik       | Zespół               | Punkty |
| ---- | -------------- | -------------------- | ------ |
| 1.   | Peter Sagan    | Bora-Hansgrohe       | 37     |
| 2.   | Damiano Caruso | BMC Racing Team      | 25     |
| 3.   | Stefan Küng    | BMC Racing Team      | 21     |
| 4.   | Rohan Dennis   | BMC Racing Team      | 20     |
| 5.   | Simon Špilak   | Team Katusha-Alpecin | 18     |
|      |                |                      |        |
| 37.  | Maciej Bodnar  | Bora-Hansgrohe       | 1      |

| M-ce | Zawodnik            | Zespół                      | Punkty |
| ---- | ------------------- | --------------------------- | ------ |
| 1.   | Lasse Norman Hansen | Aqua Blue Sport             | 54     |
| 2.   | Nick van der Lijke  | Roompot-Nederlandse Loterij | 45     |
| 3.   | Damiano Caruso      | BMC Racing Team             | 31     |
| 4.   | Jan Bakelants       | Ag2r-La Mondiale            | 28     |
| 5.   | Simon Špilak        | Team Katusha-Alpecin        | 26     |
|      |                     |                             |        |
| 21.  | Tomasz Marczyński   | Lotto Soudal                | 4      |

|      | \| M-ce \| Zespół \| Czas \| \| \| ---- \| --------------------- \| ------------ \| \| \| 1. \| Ag2r-La Mondiale \| 86h 12' 42" \| \| \| 2. \| Movistar Team \| + 3' 36" \| \| \| 3. \| Team Katusha-Alpecin \| + 18' 37" \| \| \| 4. \| Bahrain-Merida \| + 19' 47" \| \| \| 5. \| UAE Team Emirates \| + 21' 38" \| \| \| \| \| \| \| \| 21. \| CCC Sprandi Polkowice \| + 2h 11' 05" \| \| |              |  |
| M-ce | Zespół | Czas         |  |
| 1.   | Ag2r-La Mondiale | 86h 12' 42"  |  |
| 2.   | Movistar Team | + 3' 36"     |  |
| 3.   | Team Katusha-Alpecin | + 18' 37"    |  |
| 4.   | Bahrain-Merida | + 19' 47"    |  |
| 5.   | UAE Team Emirates | + 21' 38"    |  |
|      | |              |  |
| 21.  | CCC Sprandi Polkowice | + 2h 11' 05" |  |

|  |  |